# Ahmed Attoumani Douchina
Ahmed Attoumani Douchina (Mronabéja, Kani-Kéli (Mayotte), 2 de gener del 1955) és un pedagog i polític francès.

## Biografia
Feu els estudis primaris a Chirongui i els secundaris a Dzaoudzi, al lycée Said Mohamed Cheick de Moroni i al lycée Lecomte de Lisle de Saint-Denis (illa de la Reunió). Posteriorment inicià estudis de dret i, més endavant, de ciències de l'educació, que tancà amb un diploma d'estudis superiors especialitzats d'enginyeria pedagògica per la universitat de la Reunió. Havia entrat a l'ensenyament públic com a professor, i hi va fer carrera en tasques com a conseller pedagògic, director del centre de documentació pedagògica i conseller tècnic del vicerector de Mayotte. Es retirà de l'administració pedagògica l'1 de gener del 2012.
En la seva faceta política, va ser conseller municipal -regidor- de Kani-Kéli, i del 2004 al 2015 fou conseller general en representació d'aquesta població; en el segon mandat, del 2008 al 2011, va ser president del Consell. En el període 2005-2008 presidí el Centre de Gestió de la funció pública territorial, i el 2012 ho tornà a ser fins al 2014. El març del 2015 va ser elegit conseller departamental pel cantó de Bouéni.
Ha estat distingit amb el grau de cavaller de l'orde de les Palmes Acadèmiques i de l'Orde Nacional del Mèrit, i té la medalla de la Union Nationale des Anciens Combattants.